# 혈관 질환
혈관 질환(血管疾患, 영어: vascular disease)은 혈관(인체 순환계의 동맥과 정맥 등)에서 발생하는 질환의 한 종류이다. 혈관 질환은 심혈관계 질환의 하위 부류이다. 이러한 광대한 혈관 네트워크에서의 이상은 심각하거나 치명적일 수 있는 다양한 건강 문제를 야기할 수 있다.

## 같이 보기
- 심혈관계 질환